# Théo et Hugo dans le même bateau
Théo et Hugo dans le même bateau is een Franse film uit 2016, geschreven en geregisseerd door Olivier Ducastel en Jacques Martineau. De film ging op 15 februari in première op het Internationaal filmfestival van Berlijn.

## Verhaal
De lichamen van Théo en Hugo ontdekken elkaar in een seksclub, waar ze zich aan hun verlangens vrijgeven. Enkele momenten later begeven beide mannen zich naar buiten en dwalen doelloos rond in het nachtelijke Parijs. Plots bevinden ze zich in de realiteit en buiten de anonimiteit. Ze vragen zich af of ze werkelijk meer willen weten over de ander, of ze elkaar kunnen vertrouwen en wat hun wederzijdse verwachtingen zijn.

## Rolverdeling
| Acteur          | Personage |
| --------------- | --------- |
| Geoffrey Couët  | Théo      |
| François Nambot | Hugo      |

## Prijzen en nominaties
De belangrijkste:
| Jaar | Prijs       | Categorie     | Genomineerde(n)                       | Uitslag  |
| ---- | ----------- | ------------- | ------------------------------------- | -------- |
| 2016 | Teddy Award | Publieksprijs | Olivier Ducastel en Jacques Martineau | Gewonnen |